# Jugeumsan
Jugeumsan (koreanska: 주금산, Chugŭm-san) är ett berg i Sydkorea.   Det ligger i provinsen Gyeonggi, i den norra delen av landet, 40 km nordost om huvudstaden Seoul. Toppen på Jugeumsan är 813 meter över havet, eller 435 meter över den omgivande terrängen. Bredden vid basen är 14,5 km.
Terrängen runt Jugeumsan är huvudsakligen kuperad. Runt Jugeumsan är det tätbefolkat, med 286 invånare per kvadratkilometer. Närmaste större samhälle är Uijeongbu-si, 19,9 km väster om Jugeumsan. I omgivningarna runt Jugeumsan växer i huvudsak blandskog.